# قطعنامه ۲۱۱۸ شورای امنیت
قطعنامه ۲۱۱۸ شورای امنیت سازمان ملل متحد سندی بین‌المللی دربارهٔ سلاح‌های شیمیایی در سوریه است. این قطع‌نامه طی نشست شورای امنیت سازمان ملل متحد در تاریخ ۲۷ سپتامبر ۲۰۱۳ میلادی با ۱۵ رأی موافق، ۰ مخالف و ۰ ممتنع به تصویب رسید.